# Санта Руфина (Терамо)
Санта Руфина (итал. Santa Ruffina) је насеље у Италији у округу Терамо, региону Абруцо.
Према процени из 2011. у насељу је живело 6 становника. Насеље се налази на надморској висини од 532 м.